# Kieran Reilly
Kieran Reilly, né le 12 juillet 2001 à Newcastle upon Tyne, est un coureur cycliste britannique, pratiquant le BMX freestyle. Il est champion du monde de BMX freestyle Park en 2023, ainsi que champion d'Europe en 2023 et 2024.

## Biographie
Kieran Reilly grandit à Gateshead, où il passe tout son temps libre au skatepark durant son enfance. À l’âge de 11 ans, il participe à sa première compétition, où il tombe et perd connaissance. En 2018, il participe pour la première fois au Festival international des sports extrêmes (FISE) à Montpellier. En 2019, il y remporte le prix du meilleur trick. En 2020, il signe chez Red Bull et peut alors se consacrer pleinement au sport. 
Début 2022, il devient le premier rider au monde à réaliser un triple flair, un triple backflip avec une demi-vrille, lors d'un entraînement. En compétition, il prend la deuxième place aux championnats nationaux et aux championnats d'Europe de BMX freestyle Park à Munich en 2022. La même année, il atteint pour la première fois la finale des championnats du monde. 
En 2023, il domine la saison. Il remporte les Jeux européens en juin, qui comptent également comme championnats d'Europe et il est sacré champion du monde en août devant son public à Glasgow. En octobre, il ajoute son premier titre de champion britannique à cette série. Aux X Games 2023, il reçoit des médailles dans la catégorie « Meilleur trick » lors d'événements à Chiba et en Californie. Lors de la Coupe du monde de BMX freestyle Park, il monte sur des podiums de manches en 2022 et 2023. En 2023, il est deuxième au classement général. 
En juin 2024, à deux mois des Jeux olympiques de Paris, il termine deuxième de la série de qualification olympique, s'assurant ainsi une place de titulaire dans la compétition de BMX freestyle.

## Palmarès en BMX freestyle Park

### Championnats du monde
- Glasgow 2023
  -  Champion du monde de BMX freestyle Park

### Coupe du monde
- Coupe du monde de BMX freestyle Park
  - 2023 : 2e du classement général

### Championnats d'Europe
- 2022
  -  Médaillé d'argent du BMX freestyle Park
- 2023
  -  Champion d'Europe de BMX freestyle Park
- 2024
  -  Champion d'Europe de BMX freestyle Park

### Championnats de Grande-Bretagne
- 2023
  -  Champion de Grande-Bretagne de BMX freestyle Park